# Vlčí kámen
Vlčí kámen är ett berg i Tjeckien.   Det ligger i regionen Karlovy Vary, i den västra delen av landet, 120 km väster om huvudstaden Prag. Toppen på Vlčí kámen är 883 meter över havet, eller 59 meter över den omgivande terrängen. Bredden vid basen är 1,7 km.
Terrängen runt Vlčí kámen är kuperad västerut, men österut är den platt.Runt Vlčí kámen är det glesbefolkat, med 20 invånare per kvadratkilometer. Närmaste större samhälle är Mariánské Lázně, 7,6 km söder om Vlčí kámen. I omgivningarna runt Vlčí kámen växer i huvudsak blandskog.